# Preti Mangimi
Preti Mangimi is een voormalig Luxemburgs-Italiaanse wielerploeg. De ploeg bestond van 2007 - 2008. De ploegleiding besond uit Leonardo Levati en oud-wielrenners Marino Basso en Alberto Elli.
Kio Ene was een continentale wielerploeg, wat betekent dat ze in de continentale circuits uitkwam. In 2008 promoveerde het tot een professionele continentale wielerploeg en kwam het in de UCI Europe Tour uit.
In 2007 was het team dominant in verschillende kleine etappekoersen. Maurizio Biondo won het eindklassement van de Ronde van Navarra en Boris Sjpilevski won de Flèche du Sud. In deze wedstrijden, en in de Jadranska Magistrala en de Ronde van Normandië won het team stuk voor stuk verschillende etappes.
In 2008 waren de meest aansprekende overwinningen twee etappezeges uit de Europe Tour. Sjpilevski won in de Ronde van België en Salvatore Commesso in de Ronde van Luxemburg. Mattia Gavazzi boekte bovendien vier etappeoverwinningen in kleinere wedstrijden. De enige twee Luxemburgse renners Vincenzo Centrone en Steve Fogen hebben nog niet van zich doen spreken.

## Bekende wielrenners
- Simone Cadamuro (2007)
- Salvatore Commesso (2008)
- Mattia Gavazzi (2007-2008)
- Sergei Gontsjar (2008)
- Boris Sjpilevski (2007-2008)